# قشتيلا (كرواتيا)
كاستيلا (بالكرواتية:Kaštela) هي مدينة في كرواتيا، يبلغ عدد سكانها 34.000 (عام 2001).
تقع كاستيلا في وسط ساحل دالماسيا بين مدينة سبليت وتروغير.

## توأمة
لقشتيلا (كرواتيا) اتفاقيات توأمة مع:
- هرادتس كرالوفه (18 مارس 1992 - )